# Маргьорит Бургундска
Маргьорит Бургундска (на френски: Marguerite de Bourgogne; * 1290; † 1315) е кралица на Навара (1305 – 1315) и Франция (1314 – 1315).

## Произход
Дъщеря е на Робер II Бургундски и Агнес Френска, една от дъщерите на Луи IX, което я прави по майчина линия потомка на династия Капетинги.

## Брак с Луи X

### Кралица на Навара
На 23 септември 1305 г. Маргьорит се омъжва за Луи X, първородният син на Филип IV Хубави. По това време Луи вече носи титлата крал на Навара и е престолонаследник на френския трон.

### Процес
В началото на 1314 г. Филип IV арестува Маргьорит и другите две принцеси, сестрите Жана Бургундска и Бланш Бургундска, омъжени съответно за по-младите му синове Филип (бъдещият Филип V) и Шарл (бъдещият Шарл IV), по подозрение в изневяра. Принцесите се отличават с кокетство и весел нрав, което става причина да плъзнат слухове, че изневеряват на принцовете, но няма доказателства докато на гости във френския двор не пристига английският крал Едуард II, придружен от съпругата си Изабела Френска (дъщеря на Филип Хубави). Според хроникьорите от онова време Изабела става свидетел на прелюбодеянието на Маргьорит и Бланш с двама братя – рицарите Филип и Готие д`Оне. За Жана няма доказателства, което не пречи да ѝ бъдат предявени обвинения, че прикрива Маргьорит и Бланш.
Двамата братя са задържани и разпитани. Първоначално те отричат обвиненията, но след като са подложени на мъчения, признават, че са имали връзки с принцесите. Последва особено жестока публична екзекуция – на 19 април 1314 г. сред полето край Понтоаз на 30-ина км от Париж, двамата рицари са одрани живи, скопени, обезглавени и телата им са изложени за назидание. Такова свирепо наказание се обяснява с факта, че подобно престъпление се счита за обида и посегателство над кралската фамилия, а освен това предизвиква съмнения относно чистотата на кралската кръв на един евентуален бъдещ потомък. „Какви биха били легитимността и авторитетът на един бъдещ суверен, ако съществуват съмнения, че той няма кралско потекло?“
Филип IV не пощадява и принцесите. За Маргьорит наказанието е най-сурово, тъй като е омъжена за бъдещия крал. Тя е остригана и затворена в Шато Гаяр.

### Кралица на Франция
Смъртта на Филип IV на 29 ноември 1314 г. превръща Маргьорит в кралица на Франция, но според мълвата Луи X се отървава от нея, като нарежда да бъде задушена с възглавници в килията ѝ. Според друга легенда Маргьорит умира от изтощение, тъй като е държана затворена в открита килия на върха на висока кула, изложена на вятър и студ. При всички положения тя е намерена мъртва през 1315 г. и още същата година крал Луи X се жени повторно.

#### Легенда
Съществува и друга легенда, според която Маргьорит е преместена тайно в замъка Куш (Château de Couches), където умира много по-късно – чак през 1333 г. Подобна теза е възможна, тъй като Маргьорит е потомка на влиятелна и могъща фамилия, което прави възможно сключването на подобно споразумение с френския двор. Въпреки някои писмени сведения, които указват подобно развитие на нещата, тези доказателства са твърде слаби и, без да могат да бъдат категорично отхвърлени, понастоящем все още не се приемат сериозно.

## Дъщеря
От брака си с Луи X Маргьорит ражда дъщеря – Жана II Наварска (1311 – 1349), която успява да получи само една част от правата си над Навара през 1328 г. благодарение на споразумение между нейния съпруг Филип и френския крал Филип VI.

## В литературата
- Маргьорит Бургундска е героиня в романите „Железният крал“ и „Удушената кралица“ на Морис Дрюон от поредицата „Прокълнатите крале“.